# Comité autrichien de Mauthausen
Le Comité autrichien de Mauthausen est une association sans but lucratif qui fut fondée en 1997.

## Définition
Le Comité autrichien de Mauthausen se définit ainsi :
« Unser Verein ist überparteilich und überkonfessionell. Wir treten für eine freie und demokratische Gesellschaft und für die Wahrung der Menschenrechte aller ein, unabhängig von Staatsangehörigkeit, politischer Gesinnung und Religion, und wir arbeiten entschieden gegen alle Arten von Faschismus, Rassismus, Neonazismus, Chauvinismus und Antisemitismus. »
« Notre association n’a aucune appartenance politique ou religieuse. Nous nous engageons pour une société libre et démocratique et pour la préservation des droits de l’homme pour tous, quelle que soit leur nationalité, leur conception politique ou leur religion. Nous travaillons décidément contre toute sorte de fascisme, racisme, néonazisme, chauvinisme et antisémitisme. »

## Travail
Ayant cette directive, le Comité se préoccupe du mémoire des crimes du régime nazi afin de pouvoir surmonter l’histoire. Le travail avec les jeunes prend une place centrale dans ce projet. De même, le Comité s’occupe partiellement de l’encadrement pédagogique et scientifique du camp de concentration de Mauthausen.
En tant que partie du Comité International de Mauthausen, le Comité autrichien de Mauthausen entretient des contacts intensifs avec de nombreux partenaires dans toute l’Europe, par exemple l’Amicale de Mauthausen à Paris, avec laquelle il organise des commémorations.
En Autriche, le Comité a plusieurs bureaux dans les États fédéraux respectifs aussi bien pour disposer d’un réseau que pour commémorer les autres camps de concentration en Autriche.

## Littérature
- Projet de recherche du Comité de Mauthausen (allemand) Nebenlager des KZ-Mauthausen in der Wahrnehmung der Lokalbevölkerung [PDF], témoignages. 2002